# 欧拉函数

当n为1至1000的整数时的值

在數論中，對正整數n，歐拉函數{\displaystyle \varphi (n)}是小於等於n的正整數中與n互質的數的數目。此函數以其首名研究者歐拉命名，它又稱為φ函數（由高斯所命名）或是歐拉總計函數（totient function，由西爾維斯特所命名）。
例如{\displaystyle \varphi \left(8\right)=4}，因為1、3、5和7均與8互質。
欧拉函数实际上是模n的同余类所构成的乘法群（即环{\displaystyle \mathbb {Z} /n\mathbb {Z} }的所有单位元组成的乘法群）的阶。这个性质与拉格朗日定理一起構成了欧拉定理的證明。

## 歷史：欧拉函數與費馬小定理
1736年，欧拉證明了费马小定理：
假若 {\displaystyle p} 為質數，{\displaystyle a} 為任意正整數，那麼 {\displaystyle a^{p}-a} 可被 {\displaystyle p} 整除。
然後欧拉予以一般化：
假若 {\displaystyle a} 與 {\displaystyle n} 互質，那麼 {\displaystyle a^{\varphi (n)}-1} 可被 {\displaystyle n} 整除。亦即，{\displaystyle a^{\varphi (n)}\equiv 1{\pmod {n}}}。
其中 {\displaystyle \varphi (n)} 即為歐拉總計函數。如果 {\displaystyle n} 為質數，那麼 {\displaystyle \varphi (n)=n-1}，因此，有高斯的版本：
假若 {\displaystyle p} 為質數，{\displaystyle a} 與 {\displaystyle p} 互質（{\displaystyle a} 不是 {\displaystyle p} 的倍數），那麼 {\displaystyle a^{p-1}\equiv 1{\pmod {p}}}。

## 欧拉函數的值
以下為{\displaystyle n} 為{\displaystyle 1}至{\displaystyle 100}時，對應{\displaystyle \varphi (n)} 的值
| +  | 1  | 2  | 3  | 4  | 5  | 6  | 7  | 8  | 9  | 10 |
| -- | -- | -- | -- | -- | -- | -- | -- | -- | -- | -- |
| 0  | 1  | 1  | 2  | 2  | 4  | 2  | 6  | 4  | 6  | 4  |
| 10 | 10 | 4  | 12 | 6  | 8  | 8  | 16 | 6  | 18 | 8  |
| 20 | 12 | 10 | 22 | 8  | 20 | 12 | 18 | 12 | 28 | 8  |
| 30 | 30 | 16 | 20 | 16 | 24 | 12 | 36 | 18 | 24 | 16 |
| 40 | 40 | 12 | 42 | 20 | 24 | 22 | 46 | 16 | 42 | 20 |
| 50 | 32 | 24 | 52 | 18 | 40 | 24 | 36 | 28 | 58 | 16 |
| 60 | 60 | 30 | 36 | 32 | 48 | 20 | 66 | 32 | 44 | 24 |
| 70 | 70 | 24 | 72 | 36 | 40 | 36 | 60 | 24 | 78 | 32 |
| 80 | 54 | 40 | 82 | 24 | 64 | 42 | 56 | 40 | 88 | 24 |
| 90 | 72 | 44 | 60 | 46 | 72 | 32 | 96 | 42 | 60 | 40 |
若{\displaystyle n}有標準分解{\displaystyle p_{1}^{k_{1}}p_{2}^{k_{2}}\cdots p_{r}^{k_{r}}}（其中各{\displaystyle p_{i}}為互異的質因子，各{\displaystyle k_{i}\geq 1}為質因子的次數），則歐拉函數在該處的值為
{\displaystyle \varphi (n)=p_{1}^{k_{1}-1}p_{2}^{k_{2}-1}\cdots p_{r}^{k_{r}-1}(p_{1}-1)(p_{2}-1)\cdots (p_{r}-1),}
亦可等價地寫成
{\displaystyle \varphi (n)=n\left(1-{\frac {1}{p_{1}}}\right)\left(1-{\frac {1}{p_{2}}}\right)\cdots \left(1-{\frac {1}{p_{r}}}\right).}
此結果可由{\displaystyle \varphi }在質數冪處的取值，以及其積性得到。

### 質數冪處取值
最簡單的情況有{\displaystyle \varphi (1)=1}（小于等于1的正整数中唯一和1互質的數就是1本身）。
一般地，若n是質數p的k次冪，則{\displaystyle \varphi (n)=\varphi (p^{k})=p^{k}-p^{k-1}=(p-1)p^{k-1}}，因為除了p的倍數外，其他數都跟n互質。

### 積性
歐拉函數是積性函數，即是说若m,n互質，則{\displaystyle \varphi (mn)=\varphi (m)\varphi (n)}。使用中國剩餘定理有較簡略的證明：設A, B, C是跟m, n, mn互質的數的集，據中國剩餘定理，{\displaystyle A\times B}和{\displaystyle C}可建立雙射（一一對應）關係，因此兩者元素個數相等。
較詳細的證明如下：
設{\displaystyle N<mn}，且{\displaystyle N=k_{1}m+p=k_{2}n+q}。若{\displaystyle N}與{\displaystyle mn}互質，則{\displaystyle N}與{\displaystyle m}、{\displaystyle n}均互質。又因為{\displaystyle (k_{1}m+p,m)=(p,m),(k_{2}n+q,n)=(q,n)}，若{\displaystyle p,q}分別與{\displaystyle m,n}互質，則{\displaystyle N}一定和{\displaystyle mn}互質。反之亦然，即若{\displaystyle N}與{\displaystyle mn}互質，則亦有{\displaystyle p,q}分別與{\displaystyle m,n}互質。
由中國剩餘定理，方程組
{\displaystyle \left\{{\begin{matrix}N\equiv p{\pmod {m}}\\N\equiv q{\pmod {n}}\\\end{matrix}}\right.}
的通解可以寫成{\displaystyle N=kmn+pt_{1}n+qt_{2}m\ (k\in \mathbb {Z} ),} 其中{\displaystyle t_{1},t_{2}}為固定的整數，故二元組{\displaystyle (p,q)}（要滿足{\displaystyle 0<p\leq m,\ 0<q\leq n,\ (p,m)=1,\ (q,n)=1}）與小於{\displaystyle mn}且與{\displaystyle mn}互質的正整數{\displaystyle N}一一對應。
由{\displaystyle \varphi }的定義（和乘法原理），前一種數對{\displaystyle (p,q)}的個數為{\displaystyle \varphi (m)\varphi (n)}。而後一種數{\displaystyle N}的個數為{\displaystyle \varphi (mn)}。
所以，{\displaystyle \varphi (mn)=\varphi (m)\varphi (n).}

### 公式的證明
結合以上兩小節的結果可得：若{\displaystyle n}有質因數分解式{\displaystyle n=p_{1}^{k_{1}}p_{2}^{k_{2}}\cdots p_{r}^{k_{r}}}，則
-{zh-hant:
{\displaystyle \quad {\begin{aligned}\varphi (n)&=\varphi \left(\prod _{i=1}^{r}p_{i}^{k_{i}}\right)\\&=\prod _{i=1}^{r}\varphi \left(p_{i}^{k_{i}}\right)&{\text{（ 積 性 ）}}\\&=\prod _{i=1}^{r}p_{i}^{k_{i}-1}(p_{i}-1)&{\text{（ 質 數 冪 處 取 值 ）}}\\&=n\prod _{i=1}^{r}\left(1-{\frac {1}{p_{i}}}\right).\end{aligned}}};
zh-hans:
{\displaystyle \quad {\begin{aligned}\varphi (n)&=\varphi \left(\prod _{i=1}^{r}p_{i}^{k_{i}}\right)\\&=\prod _{i=1}^{r}\varphi \left(p_{i}^{k_{i}}\right)&{\text{（ 积 性 ）}}\\&=\prod _{i=1}^{r}p_{i}^{k_{i}-1}(p_{i}-1)&{\text{（ 质 数 幂 处 取 值 ）}}\\&=n\prod _{i=1}^{r}\left(1-{\frac {1}{p_{i}}}\right).\end{aligned}}};
}-

### 例子
計算{\displaystyle 72=2^{3}\times 3^{2}}的歐拉函數值：
{\displaystyle \varphi (72)=\varphi (2^{3}\times 3^{2})=2^{3-1}(2-1)\times 3^{2-1}(3-1)=2^{2}\times 1\times 3\times 2=24.}

## 性质
n的欧拉函数{\displaystyle \varphi (n)} 也是循环群 Cn 的生成元的个数（也是n阶分圆多项式的次数）。Cn 中每个元素都能生成 Cn 的一个子群，即必然是某个子群的生成元。而且按照定义，不同的子群不可能有相同的生成元。此外， Cn 的所有子群都具有 Cd 的形式，其中d整除n（记作d | n）。因此只要考察n的所有因数d，将 Cd 的生成元个数相加，就将得到 Cn 的元素总个数：n。也就是说：
{\displaystyle \sum _{d\mid n}\varphi (d)=n}
其中的d为n的正约数。
运用默比乌斯反转公式来“翻转”这个和，就可以得到另一个关于{\displaystyle \varphi (n)}的公式：
{\displaystyle \varphi (n)=\sum _{d\mid n}d\cdot \mu (n/d)}
其中 μ 是所谓的默比乌斯函数，定义在正整数上。
對任何兩個互質的正整數a, m（即 gcd(a,m) = 1），{\displaystyle m\geq 2}，有
{\displaystyle a^{\varphi (m)}\equiv 1{\pmod {m}}}
即欧拉定理。
这个定理可以由群论中的拉格朗日定理得出，因为任意与m互质的a都属于环 {\displaystyle \mathbb {Z} /n\mathbb {Z} } 的单位元组成的乘法群{\displaystyle \mathbb {Z} /n\mathbb {Z} ^{\times }}
當m是質數p時，此式則為：
{\displaystyle a^{p-1}\equiv 1{\pmod {p}}}
即費馬小定理。

## 歐拉商數
歐拉商數（totient number）指的是歐拉函數的值，也就是說，若m是一個歐拉商數，那至少存在一個n，使得φ(n) = m。而歐拉商數m的「重複度」（valency或multiplicity），指的是這等式的解數。相對地，一個非歐拉商數指的是不是歐拉商數的自然數。顯然所有大於1的奇數都是非歐拉商數，此外也存有無限多的偶數是非歐拉商數，且所有的正整數都有一個倍數是非歐拉商數。
不大於x的歐拉商數個數可由以下公式給出：
{\displaystyle {\frac {x}{\log x}}e^{{\big (}C+o(1){\big )}(\log \log \log x)^{2}}}
其中C = 0.8178146...。
考慮重複度，那麼不大於x的歐拉商數個數可由以下公式給出：
{\displaystyle {\Big \vert }\{n:\varphi (n)\leq x\}{\Big \vert }={\frac {\zeta (2)\zeta (3)}{\zeta (6)}}\cdot x+R(x)}
其中對任意正數k而言，誤差項R至多與x/(log x)k成比例。
目前已知對於任意的δ < 0.55655而言，有無限多個m，其重複度超過mδ。

### Ford定理
Ford (1999)證明說對於任意整數k ≥ 2而言，總存在一個歐拉商數m，其重複度為k，也就是說總有數字使得這等式φ(n) = m有剛好k個解。這結果由瓦茨瓦夫·謝爾賓斯基所猜測，且是Schinzel猜想H的一個結果。事實上，對於任何出現的重複度而言，該重複度會出現無限多次。
然而，沒有任何數字m的重複度為k = 1。卡邁克爾猜想的歐拉函數猜想講的是沒有m的重複度為k = 1。

### 完全歐拉商數
完全歐拉商數（perfect totient number）是一個等同於其歐拉函數迭代總和的整數，也就是說，如果將歐拉函數套用在一個正整數{\displaystyle n}之後，並將歐拉函數套用在如此所得的結果上，如此下去，直到最後得到1為止，並將這一系列的數給加總起來。若這總和為{\displaystyle n}，那麼{\displaystyle n}就是一個完全歐拉商數。

## 生成函数
以下两个由欧拉函数生成的级数都是来自于上节所给出的性质：{\displaystyle \sum _{d|n}\varphi (d)=n}。
由{\displaystyle \varphi }(n)生成的狄利克雷级数是：
{\displaystyle \sum _{n=1}^{\infty }{\frac {\varphi (n)}{n^{s}}}={\frac {\zeta (s-1)}{\zeta (s)}}.}
其中ζ(s)是黎曼ζ函数。推导过程如下：
{\displaystyle \zeta (s)\sum _{f=1}^{\infty }{\frac {\varphi (f)}{f^{s}}}=\left(\sum _{g=1}^{\infty }{\frac {1}{g^{s}}}\right)\left(\sum _{f=1}^{\infty }{\frac {\varphi (f)}{f^{s}}}\right)}
{\displaystyle .\ \ \ \ \ \ \ \ \ \ \ \ \ \ \ =\sum _{h=1}^{\infty }\left(\sum _{fg=h}1\cdot \varphi (g)\right){\frac {1}{h^{s}}}}
{\displaystyle .\ \ \ \ \ \ \ \ \ \ \ \ \ \ \ =\sum _{h=1}^{\infty }\left(\sum _{fg=h}\varphi (g)\right){\frac {1}{h^{s}}}=\sum _{h=1}^{\infty }\left(\sum _{d|h}\varphi (d)\right){\frac {1}{h^{s}}}}
使用开始时的等式，就得到：{\displaystyle \sum _{h=1}^{\infty }\left(\sum _{d|h}\varphi (d)\right){\frac {1}{h^{s}}}=\sum _{h=1}^{\infty }{\frac {h}{h^{s}}}}
于是{\displaystyle \sum _{h=1}^{\infty }{\frac {h}{h^{s}}}=\zeta (s-1)}
欧拉函数生成的朗贝级数如下：
{\displaystyle \sum _{n=1}^{\infty }{\frac {\varphi (n)q^{n}}{1-q^{n}}}={\frac {q}{(1-q)^{2}}}}
其对于满足 |q|<1 的q收敛。
推导如下：
{\displaystyle \sum _{n=1}^{\infty }{\frac {\varphi (n)q^{n}}{1-q^{n}}}=\sum _{n=1}^{\infty }\varphi (n)\sum _{r\geq 1}q^{rn}}
后者等价于：
{\displaystyle \sum _{k\geq 1}q^{k}\sum _{n|k}\varphi (n)=\sum _{k\geq 1}kq^{k}={\frac {q}{(1-q)^{2}}}.}

## 欧拉函数的走势
随着n变大，估计{\displaystyle \varphi (n)} 的值是一件很难的事。当n为质数时，{\displaystyle \varphi (n)=n-1}，但有时{\displaystyle \varphi (n)}又与n差得很远。
在n足够大时，有估计：
对每个 ε > 0，都有n > N(ε)使得 {\displaystyle \,n^{1-\varepsilon }<\varphi (n)<n}
如果考虑比值：
{\displaystyle \,\varphi (n)/n,}
由以上已经提到的公式，可以得到其值等于类似{\displaystyle 1-p^{-1}}的项的乘积。因此，使比值小的n将是两两不同的质数的乘积。由素数定理可以知道，常数 ε 可以被替换为：
{\displaystyle C\,\log \log n/\log n.}
{\displaystyle \varphi }就平均值的意义上来说是与n很相近的，因为：
{\displaystyle {\frac {1}{n^{2}}}\sum _{k=1}^{n}\varphi (k)={\frac {3}{\pi ^{2}}}+{\mathcal {O}}\left({\frac {\log n}{n}}\right)}
其中的O表示大O符号。这个等式也可以说明在集合 {1, 2, ..., n} 中随机选取两个数，则当n趋于无穷大时，它们互质的概率趋于 {\displaystyle 6/\pi ^{2}} 。一个相关的结果是比值{\displaystyle \varphi (n)/n}的平均值：
{\displaystyle {\frac {1}{n}}\sum _{k=1}^{n}{\frac {\varphi (k)}{k}}={\frac {6}{\pi ^{2}}}+{\mathcal {O}}\left({\frac {\log n}{n}}\right).}

## 其他与欧拉函数有关的等式
1. {\displaystyle \;\varphi \left(n^{m}\right)=n^{m-1}\varphi (n)}
2. {\displaystyle \forall a\in N,\forall n\in N,\ \exists l\in N} 使得 {\displaystyle [(a>1\land n>1)\rightarrow (l|\varphi (a^{n}-1)\land l\geq n)]}
3. {\displaystyle \forall a\in N,\forall n\in N,\ \exists l\in N} 使得 {\displaystyle [(a>1\land n>6\land 4\nmid n)\rightarrow (l|\varphi (a^{n}-1)\land l\geq 2n)]}
4. {\displaystyle \sum _{d\mid n}{\frac {\mu ^{2}(d)}{\varphi (d)}}={\frac {n}{\varphi (n)}}}
5. {\displaystyle \sum _{1\leq k\leq n \atop (k,n)=1}\!\!k={\frac {1}{2}}n\varphi (n){\text{ for }}n>1}
6. {\displaystyle \sum _{k=1}^{n}\varphi (k)={\frac {1}{2}}\left(1+\sum _{k=1}^{n}\mu (k)\left\lfloor {\frac {n}{k}}\right\rfloor ^{2}\right)}
7. {\displaystyle \sum _{k=1}^{n}{\frac {\varphi (k)}{k}}=\sum _{k=1}^{n}{\frac {\mu (k)}{k}}\left\lfloor {\frac {n}{k}}\right\rfloor }
8. {\displaystyle \sum _{k=1}^{n}{\frac {k}{\varphi (k)}}={\mathcal {O}}(n)}
9. {\displaystyle \sum _{k=1}^{n}{\frac {1}{\varphi (k)}}={\mathcal {O}}(\log(n))}

## 与欧拉函数有关的不等式
1. {\displaystyle \varphi (n)>{\frac {n}{e^{\gamma }\;\log \log n+{\frac {3}{\log \log n}}}}}，其中n > 2，γ 为欧拉-马歇罗尼常数。
2. {\displaystyle \varphi (n)\geq {\sqrt {\frac {n}{2}}}} ，其中n > 0。
3. 对整数n > 6，{\displaystyle \varphi (n)\geq {\sqrt {n}}}。
4. 当n为质数时，显然有{\displaystyle \varphi (n)=n-1}。对于合数的n，则有：

{\displaystyle \varphi (n)\leq n-{\sqrt {n}}}

## 未解決問題

### 萊默的歐拉函數問題
若p是質數，則有φ(p) = p − 1。1932年，德里克·亨利·萊默問說是否有合成數n使得φ(n) 整除n − 1。目前未知是否有這樣的數存在。
1933年萊默證明說若有這樣的{\displaystyle n}，那麼{\displaystyle n}必然是奇數、必然是無平方因子數，且必然有至少七個不同的質因數（{\displaystyle \omega (n)\geq 7}）。1980年，Cohen和Hagis證明了說，若這樣的{\displaystyle n}存在，則{\displaystyle n>10^{20}}且{\displaystyle n}有至少14個不同的質因數（{\displaystyle \omega (n)\geq 14}）；此外，Hagis證明了說若這樣的{\displaystyle n}存在且可被3除盡，那麼{\displaystyle n>10^{1937042}}且{\displaystyle n}有至少298848個不同的質因數（{\displaystyle \omega (n)\geq 298848}）。

### 卡邁克爾猜想的歐拉函數猜想
此猜想認為說不存在正整數n，使得對於所有其他的m而言，在m ≠ n的狀況下必有φ(m) ≠ φ(n)。可見上述Ford定理一節的說明。
若有一個如此的反例存在，就必有無限多的反例存在，而最小的可能反例，在十進位下，其位數超過一百億。

### 黎曼猜想
黎曼猜想成立，當且僅當以下不等式對所有的n ≥ p120569#成立。此處的p120569#是最初的120569個質數的乘積：
{\displaystyle {\frac {n}{\varphi (n)}}<e^{\gamma }\log \log n+{\frac {e^{\gamma }(4+\gamma -\log 4\pi )}{\sqrt {\log n}}}}
此處的γ是歐拉常數。

## 程式代码

### C++
```
template
 
<
typename
 
T
>

inline
 
T
 
phi
(
T
 
n
)
 
{

    
T
 
ans
 
=
 
n
;

    
for
 
(
T
 
i
 
=
 
2
;
 
i
 
*
 
i
 
<=
 
n
;
 
++
i
)

        
if
 
(
n
 
%
 
i
 
==
 
0
)
 
{

            
ans
 
=
 
ans
 
/
 
i
 
*
 
(
i
 
-
 
1
);

            
while
 
(
n
 
%
 
i
 
==
 
0
)
 
n
 
/=
 
i
;

        
}

    
if
 
(
n
 
>
 
1
)
 
ans
 
=
 
ans
 
/
 
n
 
*
 
(
n
 
-
 
1
);

    
return
 
ans
;

}

```